# La granja
La granja (títol original en alemany Tannöd) és una pel·lícula alemanya dirigida per Bettina Oberli estrenada el 2009. Ha estat doblada al català.
La pel·lícula està inspirada en el crim de Hinterkaifeck: la nit del 31 de març de 1922, els sis habitants d'una granja van ser assassinats amb un piquet. L'assassinat mai es va resoldre

## Argument
A la granja remota "Tannöd" de Baviera, la gran i impopular família Danner, inclosos els seus fills i la seva criada, són assassinats cruelment una nit de tempesta.
Dos anys més tard, la jove Kathrin arriba al poble per enterrar la seva mare i s'enfronta al crim encara no resolt. Ràpidament es fa evident que d'una banda els vilatans es mantenen units, de l'altra amaguen una xarxa de traïcions i intrigues mútues. La pel·lícula explica en flashbacks la vida a la granja abans de l'assassinat, els esdeveniments de la nit de l'assassinat i les experiències de Kathrin dos anys després.
Com que el vell Danner era un avar odiós, ningú es penedeix del seu assassinat, només se sent llàstima per la resta de la família, especialment pels dos nens petits. Els diners de Danner no van ser robats i no es poden considerar un mòbil del crim. La vella Traudl Krieger, germana de la minyona difunta, sospita de tothom i, per tant, és impopular entre tots. El sacerdot revela a Kathrin que Barbara Danner es va confessar el dia abans de l'assassinat, però no va dir res en concret. Al principi, se sospitava que un vagabund havia passat la nit a les cavallerisses de Tannödhof i havia presenciat els assassinats.
Georg Hauer, l'amfitrió de la Kathrin, estava bojament enamorat de la Barbara i li va regalar un medalló que sempre portava al coll. Va intentar convèncer-la perquè s'unís a ell amb tota la família, sobretot perquè tothom sabia que el vell Danner havia abusat sexualment no sols d'ella sinó de moltes dones del poble, cosa que la seva dona coneixia, però que tolerava per mantenir la pau. La Kathrin s'assabenta que és la filla de Danner, cosa de la qual la seva mare no va parlar mai. Es va produir una baralla, durant la qual Georg Hauer va perdre la calma i va massacrar a tota la família.
Quan la Kathrin observa com en Georg treu una joia amagada, el medalló, d'una caixa de fusta, sospita que Georg és l'assassí i immediatament abandona el poble, tal com va fer el vagabund en aquell moment.

## Repartiment
- Julia Jentsch : Kathrin
- Monica Bleibtreu : Traudl Krieger
- Volker Bruch : Johann Hauer
- Brigitte Hobmeier : Barbara
- Vitus Zeplichal : Danner
- Lisa Kreuzer : la jove Danner
- Filip Peeters : Georg Hauer
- Gundi Ellert : Ruth Hauer
- Werner Prinz : el pare Meisner
- Janina Stopper : Betti
- Andreas Buntscheck : Hansl
- Peter Harting : Sterzer
- Nils Althaus : Mich
- Dagmar Sachse : Marie Krieger
- Lukas Turtur : Ludwig Eibl

## Producció
El guió és una adaptació d'una novel·la d'Andrea Maria Schenkel, Tannöd.
El rodatge va tenir lloc de setembre a novembre de 2008 al districte de Siegen-Wittgenstein, a l'Eifel i a la regió de les Ardenes.
La directora Bettina Oberli va rebre el Zürcher Filmpreise el 2010.
També el 2009, la pel·lícula Hinter Kaifeck tracta el mateix tema.